# Stampe et Vertongen RSV.26
Stampe et Vertongen RSV.26/140, RSV.26/180 và RSV.26 Lynx là họ máy bay huấn luyện hai tầng cánh, do Alfred Renard thiết kế, chế tạo bởi hãng Stampe et Vertongen tại Bỉ trong thập niên 1920.

## Biến thể
RSV 26/140
RSV 26/180
RSV 26/215 hay RSV 26 Lynx

## Quốc gia sử dụng
Bỉ
- Không quân Bỉ

## Tính năng kỹ chiến thuật (RSV 26/180)
Dữ liệu lấy từ de Maeyer 1980, p.5
Đặc điểm tổng quát
- Kíp lái: 2
- Chiều dài: 7.15 m (23 ft 5 in)
- Sải cánh: 9.38 m (30 ft 9 in)
- Diện tích cánh: 26 m2 (280 ft2)
- Trọng lượng rỗng: 540 kg (1190 lb)
- Trọng lượng có tải: 821 kg (1810 lb)
- Powerplant: 1 × Hispano, 134 kW (180 hp)

Hiệu suất bay
- Vận tốc cực đại: 182 km/h (113 mph)
- Trần bay: 7500 m (24600 ft)